# Avia BH-6
Der Prototyp des einsitzigen tschechoslowakischen Kampf-Doppeldeckers Avia BH-6 wurde 1923 getestet.
Er wurde gleichzeitig mit dem Eindecker BH-7 nach einer Ausschreibung des tschechoslowakischen Verteidigungsministeriums entwickelt und hatte eine Holzkonstruktion mit einem schlanken Rumpf, bei dem die unteren Tragflächen größer waren als die oberen.
Die Tragflächen waren auf beiden Seiten mit einer I-Stütze verstrebt. Das Triebwerk war ein 300 PS (224 kW) leistender V8-Motor Hispano-Suiza 8Fb (von Škoda gebaut).
Der BH-6-Prototyp stürzte nach nur wenigen Flügen ab. Die Höchstgeschwindigkeit betrug 220 km/h.

## Technische Daten
| Kenngröße             | Daten                                                           |
| --------------------- | --------------------------------------------------------------- |
| Besatzung             | 1                                                               |
| Länge                 | 6,47 m                                                          |
| Spannweite            | 9,98 m                                                          |
| Höhe                  | 2,88 m                                                          |
| Flügelfläche          | 22,6 m²                                                         |
| Leermasse             | 878 kg                                                          |
| max. Startmasse       | 1180 kg                                                         |
| Reisegeschwindigkeit  | ? km/h                                                          |
| Höchstgeschwindigkeit | 220 km/h                                                        |
| Dienstgipfelhöhe      | 7000 m                                                          |
| Reichweite            | 410 km                                                          |
| Triebwerke            | 1 × Škoda-Lizenzbau Hispano-Suiza 8Fb Vee-8 mit 310 kW (421 PS) |
| Bewaffnung            | 2 × Vickers-Maschinengewehre                                    |